# Verdun pri Uršnih selih
Verdun pri Uršnih selih este o localitate din comuna Dolenjske Toplice, Slovenia, cu o populație de 48 de locuitori.